# والنتین استراسر
والنتین استراسر (انگلیسی: Valentine Strasser؛ زادهٔ ۲۶ آوریل ۱۹۶۷) سیاست‌مدار اهل سیرالئون است. وی از ۱ مه ۱۹۹۲ تا ۱۶ ژانویه ۱۹۹۶ رئیس دولت سیرالئون بود.